# Bludný balvan v Opavě
Bludný balvan v Opavě je bludný balvan na Opavsku. Nachází se na Praskově ulici, v katastrálním území Opava-Město města Opava v okrese Opava v pohoří Opavská pahorkatina v Moravskoslezském kraji.

## Další informace
Bludný balvan v Opavě má přibližný tvar kvádru se zaoblenými hranami. Je největším dosud nalezeným bludným balvanem v okrese Opava. Původně pochází z jihovýchodního Švédska (provincie Småland) a na české území se dostal při pohybu zaniklého pevninského ledovce v době ledové. Jeho rozměry jsou 2,1×1,8×1,1 m s hmotností cca 11,7 tisíc kg. Balvan je tvořen z hrubozrnného deformovaného granitu, obsahujícího především šedě červený draselný živec se zrny až do velikosti 4 cm, a také ze světle šedého až nafialovělého křemene. Byl nalezen v květnu roku 1958 v blízké pískovně v Palhanci na severu Opavy místním chlapcem Ladislavem Zapletalem. Dne 25. července 1958 byl balvan, za velkého zájmu médií a po technicky náročném a komplikovaném převozu, dopraven do Opavy a pak umístěn na betonovou podezdívku. Kuriozitou je také obava tehdejších funkcionářů KSČ, aby významnost bludného balvanu ideologicky nezastínila významnost blízké sochy Klementa Gottwalda. Místo je celoročně volně přístupné.

## Galerie

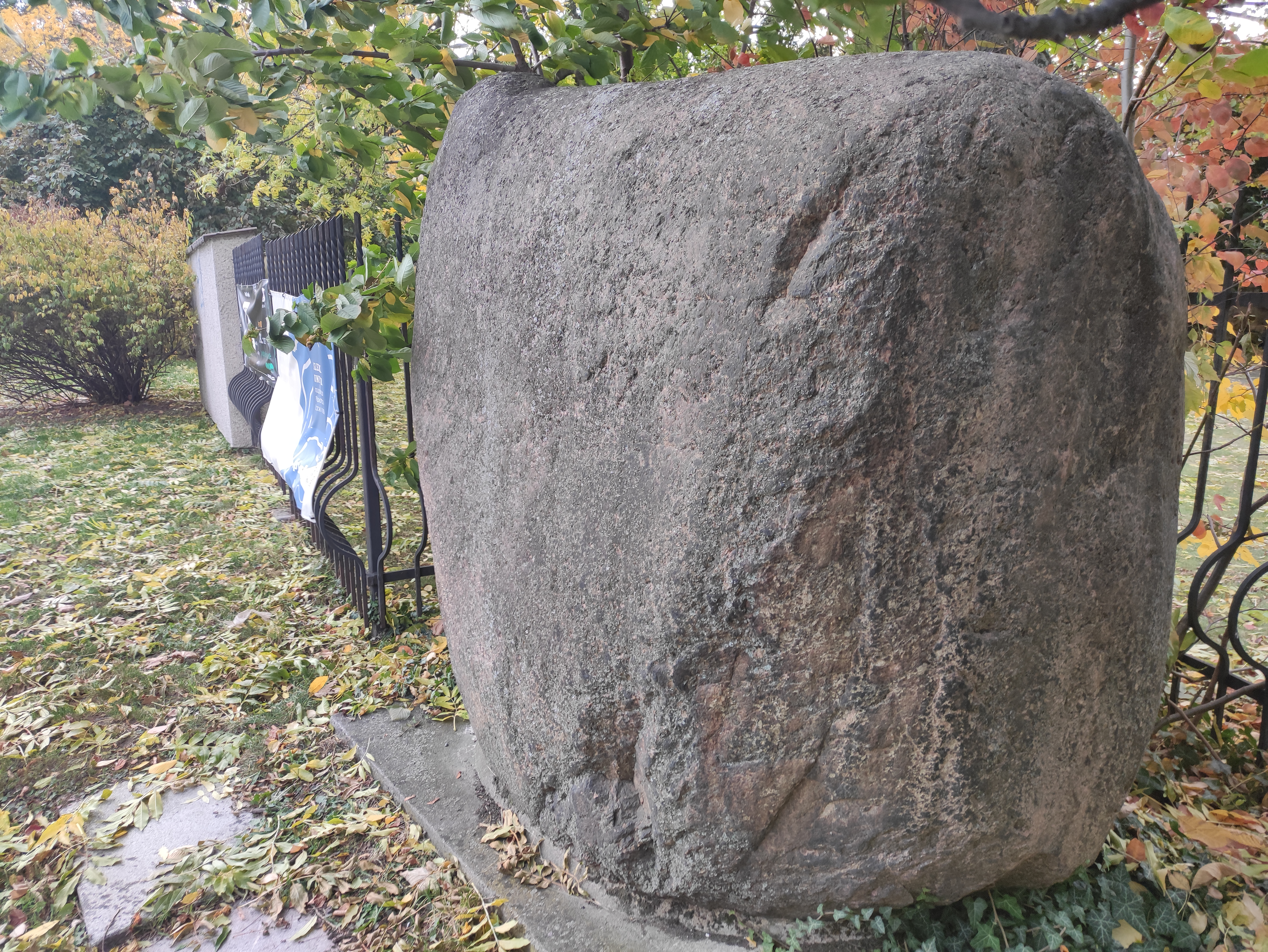